# Otoba novogranatensis
Otoba novogranatensis är en tvåhjärtbladig växtart som beskrevs av Harold Norman Moldenke. Otoba novogranatensis ingår i släktet Otoba och familjen Myristicaceae. Inga underarter finns listade i Catalogue of Life.